# NGC 7174
NGC 7174 (również PGC 67881 lub HCG 90D) – galaktyka spiralna (Sab), znajdująca się w gwiazdozbiorze Ryby Południowej. Została odkryta 28 września 1834 roku przez Johna Herschela. Galaktyka ta należy do zwartej grupy Hickson 90 (HCG 90).